# For Your Love
For Your Love es el segundo álbum de la banda británica de blues rock, The Yardbirds, editado en agosto de 1965. 
Este trabajo -primero en estudio de Yardbirds- compila los primeros sencillos del grupo, y sólo llegó a editarse en los Estados Unidos y algunos países de Europa (aunque no en Gran Bretaña), llegando al No. 96 en las listas de venta. Aunque Eric Clapton es el guitarrista principal de ocho de los temas, es Jeff Beck (que aparece en tres) el que aparece en la portada. Clapton tampoco fue mencionado en la contraportada.

## Lista de canciones

### Cara A
1. For Your Love (Graham Gouldman) – 2:31
2. I'm Not Talking (Mose Allison) – 2:33
3. Putty (In Your Hands) (J. Patton, Rodgers, K. Rogers) – 2:18
4. I Ain't Got You (Clarence Carter) – 2:00
5. Got to Hurry (Oscar Rasputin, pseudónimo del productor Giorgio Gomelsky) – 2:33
6. I Ain't Done Wrong (Keith Relf) – 3:39

### Cara B
1. I Wish You Would (Billy Boy Arnold) – 2:19
2. A Certain Girl (Naomi Neville) – 2:18
3. Sweet Music (W. Bowie, O. L. Cobbs, Major Lance) – 2:30
4. Good Morning Little Schoolgirl (John Lee Williamson) – 2:46
5. My Girl Sloopy (Wes Farrell, Bert Russell) – 5:38

## Músicos
- Eric Clapton – guitarra eléctrica en todas las pistas excepto en las que aparece Jeff Beck.
- Jeff Beck – guitarra eléctrica en I'm Not Talking, I Ain't Done Wrong, y My Girl Sloopy.
- Chris Dreja – guitarra rítmica
- Jim McCarty – batería, voces
- Keith Relf – voces, armónica
- Paul Samwell-Smith – bajo, voces